# Simon Ašič
Simon Ašič (rojen Jožef Ašič), slovenski cistercijan, duhovnik in zdravilec, * 30. november 1906, Gorica pri Raztezu pri Brestanici, † 25. avgust, 1992, Stična.

## Življenje
Pater Simon Ašič se je rodil 30. novembra 1906 v posavskem zaselku Trebež v vasi Gorica pri Raztezu kot prvi od treh otrok. Ljudsko šolo je obiskoval v Brestanici, gimnazijo v samostanu v Stični, kamor je prišel s 13. leti. Gimnazijo in maturo je končal na Poljskem v cistercijanskemu samostanu Mogila pri Krakovu. Bogoslovje je študiral v cistercijanskem samostanu Marienstatt v Nemčiji in v Ljubljani. V Stični je bil 24. avgusta leta 1930 posvečen v duhovnika. Še dvakrat je odšel v Mogilo, kjer je bil magister novincev redovnih bratov, predavatelj teologije in spovednik. V Ljubljani je bil od 1936 do 1941 prefekt v samostanskem Slomškovem zavodu, nato je v samostanu v Stični opravljal različne samostanske službe. Nekaj časa je  poučeval teologijo, 20 let je bil župnik stiške župnije, 30 let je bil samostanski prior, to je opatov pomočnik v predstojniški službi. Poleg materinega jezika je govoril nemško, poljsko in latinsko. Pater Simon Ašič je umrl v torek 25. avgusta 1992.

## »Stiški dohtar«
Patra Simona Ašiča so že od otroških let zanimale zdravilne rastline. Za naravno zdravilstvo pa se je nekoliko bolj začel zanimati med drugo svetovno vojno, ko je v stiški samostan prišlo veliko duhovnikov. Mnogi od njih so bili starejši, pogosto bolni, zdravil pa je v tistem času hudo primanjkovalo. Pater Simon je začel pomagati s pomočjo čajev iz domačih zdravilnih rastlin. Svoje znanje si je poleg praktičnih izkušenj pridobival s pomočjo strokovne literature. Kot zanimivost je treba omeniti, da se je zanimal tudi za radiestezijo.
Njegova zeliščarska dejavnost je bila sprva omejena le na potrebe samostana. Čez čas je Stična pričela postajati pomembno zdravilsko središče, saj je število bolnih, ki so se zatekali k njemu po pomoč, hitro naraščalo. Postal je poznan kot »stiški dohtar«. V štiridesetih letih patrovega delovanja se je nabralo veliko izkušenj, ki jih je rad posredoval vsem, ki so imeli z zdravjem kakršnekoli težave. Svoje izkušnje je strnil v treh knjigah. Pater Simon Ašič je pomemben predstavnik slovenskega zeliščarstva, ki je v  svojem delu uspel združevati tako poklic duhovnika, kot poslanstvo zdravilca, torej notranji čut po pomoči vsem bolnikom. Proučeval je tudi  glino za terapevtske  in za njene pozitivne učinke, ki ga je navdušil Sebastijan Kneipp, ki je začel glino terapevtsko uporabljati in se z njo uspešno boril proti tuberkulozi, kugi in dizenteriji. Kmalu je dobil številne pristaše med pomembnimi zdravniki cele Evrope, zato gre prav njemu in nekaterim velikim imenom nemške naravne medicine pripisati, da se je ta brezoblična gmota prsti uveljavila tudi v novejšem času.
Leta 1992 mu je pri delu pričel pomagati g. Jože Kukman, ki danes skrbi, da se Ašičeva zeliščarska zapuščina še vedno ohranja.
 Naravo v naši deželi je Bog bogato obdaril. Ko nabiramo cvetje in listje, ko kopljemo korenine in lupimo lubje, mislimo tudi na to, da ne bomo povzročali opustošenja, ampak, da bomo bogastvo narave, ki nam je bilo podarjeno le blago razredčili. Naberemo le toliko, kolikor bomo porabili v enem letu. Pri uporabi teh zelišč pa bodimo natančni in potrpežljivi; ozdravljenje pride počasi, ko pa pride, je temeljito! 
Simon Ašič

## Ašičeva pot
Ob stoletnici Ašičevega rojstva je bila na področju Ljubljanskega barja odprta Ašičeva pot. Ašičeva pot povezuje: večnamensko, varno, družinsko, peš, kolesarsko, športno, vprežno, rekreativno, učno, botanično, vodno, zračno, gozdno, arheološko in drugo pot. Pot je s priloženo rumeno-zeleno markacijo in ima enak pomen kot belo-rdeča na planinski poti. V osnovi je namenjena uživanju v barjanski naravi.

## Dela
- Pomoč iz domače lekarne I. in II.
- Priročnik za nabiranje zdravilnih rastlin